# Liste der Stolpersteine in Gronau (Westf.)
Die Liste der Stolpersteine in Gronau (Westfalen) enthält die Stolpersteine, die im Rahmen des gleichnamigen Kunst-Projekts von Gunter Demnig in Gronau in Westfalen verlegt wurden. Mit ihnen soll an die Opfer des Nationalsozialismus erinnert werden, die in Gronau in Westfalen lebten und wirkten.

## Gronau
| Name                 | Adresse               | Bild | Inschrift | Verlegedatum  | Biografie und Anmerkungen |
| -------------------- | --------------------- | --- | --- | ------------- | --- |
| Friedrich Kunkel     | Bachstraße 5 ·        | Bild gesucht Der Benutzer GeorgDerReisende ( Diskussion ) wünscht sich an dieser Stelle ein Bild vom Ort mit diesen Koordinaten 52.226482 7.04734 . Motiv: Stolperstein für Friedrich Kunkel, die Lage und das Haus Falls du dabei helfen möchtest, erklärt die Anleitung , wie das geht. BW                                                                             | Hier wohnte Friedrich Kunkel Jg. 1901 im Widerstand/SPD verhaftet 1936 'Hochverrat' Zuchthaus Recklinghausen entlassen 1939 1943 Strafbataillon 999 1944 Buchenwald entlassen 1937 | 14. Dez. 2019 | |
| Johanna Lion         | Bahnhofstraße 21 ·    | Bild gesucht Der Benutzer GeorgDerReisende ( Diskussion ) wünscht sich an dieser Stelle ein Bild vom Ort mit diesen Koordinaten 52.213024 7.023015 . Motiv: Stolpersteine für Geschwister Lion, die Lage und das Haus Falls du dabei helfen möchtest, erklärt die Anleitung , wie das geht. BW                                                                           | Hier wohnte Johanna Lion Jg. 1867 deportiert Minsk ermordet 3.2.1942 | 10. Dez. 2008 | |
| Lisette Lion         | Bahnhofstraße 21 ·    | Bild gesucht Die Wikipedia wünscht sich an dieser Stelle ein Bild vom hier behandelten Ort. Weitere Infos zum Motiv findest du vielleicht auf der Diskussionsseite . Falls du dabei helfen möchtest, erklärt die Anleitung , wie das geht. BW | Hier wohnte Lisette Lion Jg. 1873 deportiert Minsk ermordet 3.2.1942 | 10. Dez. 2008 | |
| Alexander Kleinhaus  | Bülowstraße 9 ·       | Bild gesucht Der Benutzer GeorgDerReisende ( Diskussion ) wünscht sich an dieser Stelle ein Bild vom Ort mit diesen Koordinaten 52.216485 7.034912 . Motiv: Stolpersteine für Familie Kleinhaus, die Lage und das Haus Falls du dabei helfen möchtest, erklärt die Anleitung , wie das geht. BW                                                                          | Hier wohnte Alexander Kleinhaus Jg. 1875 deportiert 1941 Riga ermordet 1941/42 | 29. Apr. 2009 | |
| Dina Kleinhaus       | Bülowstraße 9 ·       | Bild gesucht Die Wikipedia wünscht sich an dieser Stelle ein Bild vom hier behandelten Ort. Weitere Infos zum Motiv findest du vielleicht auf der Diskussionsseite . Falls du dabei helfen möchtest, erklärt die Anleitung , wie das geht. BW | Hier wohnte Dina Kleinhaus geb. Kleffmann Jg. 1876 deportiert 1941 Riga ermordet 1941/42                                                                                           | 29. Apr. 2009 | |
| Jenni Kokkeling      | Eilermarkstraße 37 ·  | Bild gesucht Der Benutzer GeorgDerReisende ( Diskussion ) wünscht sich an dieser Stelle ein Bild vom Ort mit diesen Koordinaten 52.204836 7.044879 . Motiv: Stolperstein für Jenni Kokkeling, die Lage und das Haus Falls du dabei helfen möchtest, erklärt die Anleitung , wie das geht. BW                                                                             | Hier wohnte Jenni Kokkeling geb. Dickertmann im Widerstand/KPD verhaftet 1936 Holland überstellt Dortmund Gestapohaft Steinwache 'Hochverrat' verurteilt 20.3.1937 entlassen 1938  | 20. Dez. 2017 | |
| Betty Son            | Eper Straße 1 ·       | Bild gesucht Der Benutzer GeorgDerReisende ( Diskussion ) wünscht sich an dieser Stelle ein Bild vom Ort mit diesen Koordinaten 52.20978 7.02814 . Motiv: Stolperstein für Betty Son, die Lage und das Haus Falls du dabei helfen möchtest, erklärt die Anleitung , wie das geht. BW                                                                                     | Hier wohnte Betty Son geb. Hock Jg. 1874 Flucht 1943 Holland ermordet 25.7.1944 Westerbork                                                                                         | 29. Apr. 2009 | |
| Albert Gudzent       | Grünstiege 19 ·       | Bild gesucht Der Benutzer GeorgDerReisende ( Diskussion ) wünscht sich an dieser Stelle ein Bild vom Ort mit diesen Koordinaten 52.213443 7.034807 . Motiv: Stolperstein für Albert Gudzent, die Lage und das Haus Falls du dabei helfen möchtest, erklärt die Anleitung , wie das geht. BW                                                                              | Hier wohnte Albert Gudzent Jg. 1891 im Widerstand/SPD verhaftet Okt. 1936 'Hochverrat' Zuchthaus Recklinghausen Buchenwald Sachsenhausen Flossenbürg ermordet 2.5.1940             | 14. Dez. 2019 | |
| Bernhardt Klynsma    | Heerweg 139 ·         | Bild gesucht Der Benutzer GeorgDerReisende ( Diskussion ) wünscht sich an dieser Stelle ein Bild vom Ort mit diesen Koordinaten 52.208652 7.053787 . Motiv: Stolperstein für Bernhardt Klynsma, die Lage und das Haus Falls du dabei helfen möchtest, erklärt die Anleitung , wie das geht. BW                                                                           | Hier wohnte Bernhardt Klynsma Jg. 1914 im Widerstand/KPD verhaftet 17.8.1938 'Hochverrat' Oberlandesgericht Hamm entlassen 20.11.1942 ausgewiesen Holland                          | 20. Dez. 2017 | |
| Heinrich Schmitz     | Herzogstraße 29 ·     | Bild gesucht Der Benutzer GeorgDerReisende ( Diskussion ) wünscht sich an dieser Stelle ein Bild vom Ort mit diesen Koordinaten 52.217514 7.003034 . Motiv: Stolperstein für Heinrich Schmitz, die Lage und das Haus Falls du dabei helfen möchtest, erklärt die Anleitung , wie das geht. BW                                                                            | Hier wohnte Heinrich Schmitz Jg. 1898 im Widerstand/KPD verhaftet 24.8.1934 'Hochverrat' Oberlandesgericht Hamm Gefängnis Aurich entlassen 28.6.1935                               | 16. Dez. 2021 | |
| Rudi Johann Steffens | Michaelstraße 5 ·     | Stolperstein für Rudi Johann Steffens, Michaelstr. 5, 48599 Gronau/Westf. | Hier wohnte Rudi Johann Steffens Jg. 1911 im Widerstand/KPD Flucht 1936 Spanien Poum-Division verhaftet 1944 ermordet 22.4.1945 Mauthausen                                         | 9. Dez. 2014  | Rudi Johann Wilhelm Steffens (* 18. November 1911 in Essen; † 22. April 1945 im KZ Mauthausen) war ein deutscher KPD-Funktionär. |
| Rudolf Steffens      | Michaelstraße 5 ·     | Bild gesucht Die Wikipedia wünscht sich an dieser Stelle ein Bild vom hier behandelten Ort. Weitere Infos zum Motiv findest du vielleicht auf der Diskussionsseite . Falls du dabei helfen möchtest, erklärt die Anleitung , wie das geht. BW | Hier wohnte Rudolf Steffens Jg. 1888 im Widerstand/KPD verhaftet 14.4.1933 mehrere Gefängnisse und KZ Emslandlager Esterwegen entlassen 23.12.1933                                 | 26. Okt. 2021 | |
| Richard Kauffmann    | Neustraße 22 ·        | Stolperstein für Richard Kauffmann | Hier wohnte Richard Kauffmann Jg. 1886 deportiert Auschwitz ermordet 3.9.1943 | 10. Dez. 2008 | |
| Margard Kauffmann    | Neustraße 22 ·        | Stolperstein für Margard Kauffmann | Hier wohnte Margard Kauffmann Jg. 1928 deportiert Auschwitz ermordet 3.9.1943 | 10. Dez. 2008 | |
| Adele Kauffmann      | Neustraße 22 ·        | Stolperstein für Adele Kauffmann | Hier wohnte Adele Kauffmann geb. Zilversmit Jg. 1890 deportiert Auschwitz ermordet 3.9.1943                                                                                        | 10. Dez. 2008 | |
| Moses van Engel      | Neustraße 28 ·        | Stolperstein für Moses van Engel | Hier wohnte Moses van Engel Jg. 1891 deportiert 1941 Mauthausen ermordet 27.10.1941                                                                                                | 10. Dez. 2008 | |
| Anna Fischer         | Ostbogenstraße 12 ·   | Bild gesucht Der Benutzer GeorgDerReisende ( Diskussion ) wünscht sich an dieser Stelle ein Bild vom Ort mit diesen Koordinaten 52.204901 7.045882 . Motiv: Stolpersteine für Familie Fischer, die Lage und das Haus Falls du dabei helfen möchtest, erklärt die Anleitung , wie das geht. BW                                                                            | Hier wohnte Anna Fischer geb. Mendrzyk Jg. 1901 im Widerstand/KPD verhaftet 1933 'Hochverrat' Emslandlager Papenburg entlassen 1935                                                | 26. Okt. 2021 | |
| Georg Johann Fischer | Ostbogenstraße 12 ·   | Bild gesucht Die Wikipedia wünscht sich an dieser Stelle ein Bild vom hier behandelten Ort. Weitere Infos zum Motiv findest du vielleicht auf der Diskussionsseite . Falls du dabei helfen möchtest, erklärt die Anleitung , wie das geht. BW | Hier wohnte Georg Johann Fischer Jg. 1901 im Widerstand/KPD verhaftet 1936 'Hochverrat' Straflager Börgermoor entlassen 1937                                                       | 14. Dez. 2019 | |
| Carl S. Domke        | Piepenpohlstraße 22 · | Bild gesucht Der Benutzer GeorgDerReisende ( Diskussion ) wünscht sich an dieser Stelle ein Bild vom Ort mit diesen Koordinaten 52.205097 7.046057 . Motiv: Stolpersteine für Carl und Elli Domke und Grete Kusber, die Lage und das Haus Falls du dabei helfen möchtest, erklärt die Anleitung , wie das geht. BW                                                       | Hier wohnte Carl S. Domke Jg. 1889 im Widerstand/KPD verhaftet 1933 Fluchthilfe Emslager - Papenburg entlassen 1933                                                                | 29. Apr. 2015 | |
| Elli Domke           | Piepenpohlstraße 22 · | Bild gesucht Die Wikipedia wünscht sich an dieser Stelle ein Bild vom hier behandelten Ort. Weitere Infos zum Motiv findest du vielleicht auf der Diskussionsseite . Falls du dabei helfen möchtest, erklärt die Anleitung , wie das geht. BW | Hier wohnte Elli Domke geb. Dehnecke Jg. 1888 im Widerstand/KPD verhaftet 1936 Fluchthilfe Zuchthaus Hamm entlassen 1938                                                           | 29. Apr. 2015 | |
| Grete Kusber         | Piepenpohlstraße 22 · | Bild gesucht Die Wikipedia wünscht sich an dieser Stelle ein Bild vom hier behandelten Ort. Weitere Infos zum Motiv findest du vielleicht auf der Diskussionsseite . Falls du dabei helfen möchtest, erklärt die Anleitung , wie das geht. BW | Hier wohnte Grete Kusber geb. Dehnecke Jg. 1907 im Widerstand/KPD Flucht 1936 Holland verhaftet 26.6.1940 Ausweisung Zuchthaus Hamm entlassen 9.1.1941                             | 29. Apr. 2015 | |
| Rudolf A. Gemkow     | Poststraße 44 (?) ·   | Bild gesucht Der Benutzer GeorgDerReisende ( Diskussion ) wünscht sich an dieser Stelle ein Bild vom Ort mit diesen Koordinaten 52.214176 7.020907 . Motiv: Stolperstein für Rudolf A. Gemkow, die Lage und das Haus (eine Adresse Poststraße 44 gibt es nicht, auch Mühlenmathe 44 überprüfen) Falls du dabei helfen möchtest, erklärt die Anleitung , wie das geht. BW | Hier wohnte Rudolf A. Gemkow Jg. 1915 im Widerstand/KPD verhaftet 1936 'Hochverrat' Zuchthaus Gallonow entlassen 1939 1943 Strafbataillon 999 überlebt                             | 14. Dez. 2019 | eine Adresse Poststraße 44 gibt es in Gronau nicht, könnte evtl. die nahe gelegene Mühlenmathe 44 gemeint sein?                  |
| Bernhard Weyl        | Pumpenstraße 7 ·      | Stolperstein für Bernhard Weyl | Hier wohnte Bernhard Weyl Jg. 1893 deportiert 1941 Mauthausen ermordet 6.11.1941                                                                                                   | 10. Dez. 2008 | |
| Sophie Weyl          | Pumpenstraße 7 ·      | Stolperstein für Sophie Weyl | Hier wohnte Sophie Weyl Jg. 1896 deportiert ermordet 1944 in Auschwitz | 10. Dez. 2008 | |
| Oskar Weyl           | Pumpenstraße 7 ·      | Stolperstein für Oskar Weyl | Hier wohnte Oskar Weyl Jg. 1898 deportiert 1941 Mauthausen ermordet 17.10.1941 | 10. Dez. 2008 | |
| Jansje Weyl          | Pumpenstraße 7 ·      | Stolperstein für Jansje Weyl | Hier wohnte Jansje Weyl geb. Slager Jg. 1899 deportiert Auschwitz ermordet 10.9.1943                                                                                               | 10. Dez. 2008 | |
| Paul Weyl            | Pumpenstraße 7 ·      | Stolperstein für Paul Weyl | Hier wohnte Paul Weyl Jg. 1900 deportiert Sobibor ermordet 7.5.1943 | 10. Dez. 2008 | |
| Walter Weyl          | Pumpenstraße 7 ·      | Stolperstein für Walter Weyl | Hier wohnte Walter Weyl Jg. 1901 deportiert Auschwitz ermordet 29.7.1942 | 10. Dez. 2008 | |
| Martin Weyl          | Pumpenstraße 7 ·      | Stolperstein für Walter Weyl | Hier wohnte Martin Weyl Jg. 1930 deportiert Auschwitz ermordet 25.10.1944 | 10. Dez. 2008 | |

## Epe
| Name                   | Adresse              | Bild | Inschrift | Verlegedatum  | Biografie und Anmerkungen |
| ---------------------- | -------------------- | --- | --- | ------------- | ------------------------- |
| Sophia Lebenstein      | Gronauer Straße 13 · | Bild gesucht Der Benutzer GeorgDerReisende ( Diskussion ) wünscht sich an dieser Stelle ein Bild vom Ort mit diesen Koordinaten 52.180013 7.038852 . Motiv: Stolpersteine für Familie Lebenstein, die Lage und das Haus Falls du dabei helfen möchtest, erklärt die Anleitung , wie das geht. BW                                                                                  | Hier wohnte Sophia Lebenstein Jg. 1885 Flucht 1939 Holland interniert Westerbork deportiert 1943 Auschwitz ermordet 14.1.1943             | 16. Dez. 2021 |                           |
| Salomon Lebenstein     | Gronauer Straße 13 · | Bild gesucht Die Wikipedia wünscht sich an dieser Stelle ein Bild vom hier behandelten Ort. Weitere Infos zum Motiv findest du vielleicht auf der Diskussionsseite . Falls du dabei helfen möchtest, erklärt die Anleitung , wie das geht. BW | Hier wohnte Salomon Lebenstein Jg. 1877 Flucht 1939 Holland interniert Westerbork deportiert 1943 Auschwitz ermordet 14.1.1943            | 16. Dez. 2021 |                           |
| Rosalie Lebenstein     | Gronauer Straße 13 · | Bild gesucht Die Wikipedia wünscht sich an dieser Stelle ein Bild vom hier behandelten Ort. Weitere Infos zum Motiv findest du vielleicht auf der Diskussionsseite . Falls du dabei helfen möchtest, erklärt die Anleitung , wie das geht. BW | Hier wohnte Rosalie Lebenstein geb. Wolff Jg. 1868 Flucht 1939 Holland interniert Westerbork deportiert 1943 Auschwitz ermordet 14.1.1943 | 16. Dez. 2021 |                           |
| Helene Lebenstein      | Gronauer Straße 13 · | Bild gesucht Die Wikipedia wünscht sich an dieser Stelle ein Bild vom hier behandelten Ort. Weitere Infos zum Motiv findest du vielleicht auf der Diskussionsseite . Falls du dabei helfen möchtest, erklärt die Anleitung , wie das geht. BW | Hier wohnte Helene Lebenstein Jg. 1905 Flucht 1939 Holland interniert Westerbork deportiert 1943 Auschwitz ermordet 14.1.1943             | 16. Dez. 2021 |                           |
| Ella Lebenstein        | Gronauer Straße 13 · | Bild gesucht Die Wikipedia wünscht sich an dieser Stelle ein Bild vom hier behandelten Ort. Weitere Infos zum Motiv findest du vielleicht auf der Diskussionsseite . Falls du dabei helfen möchtest, erklärt die Anleitung , wie das geht. BW | Hier wohnte Ella Lebenstein Jg. 1907 Flucht 1939 Holland interniert Westerbork deportiert 1943 Auschwitz ermordet 14.1.1943               | 16. Dez. 2021 |                           |
| Charlotte Zeehandelaar | Merschstraße 8 ·     | Bild gesucht Der Benutzer GeorgDerReisende ( Diskussion ) wünscht sich an dieser Stelle ein Bild vom Ort mit diesen Koordinaten 52.179208 7.039791 . Motiv: Merschstraße 8 oder 4:Stolperstein für Helene und Paul Andriesse, Laura und Markus Rothschild, Charlotte Zeehandelaar, die Lage und das Haus Falls du dabei helfen möchtest, erklärt die Anleitung , wie das geht. BW | Hier wohnte Charlotte Zeehandelaar geb. Andriesse Jg. 1917 deportiert Majdanek ermordet 30.11.1943 Außenlager Blizyn                      | 29. Apr. 2009 |                           |
| Paul Andriesse         | Merschstraße 8 ·     | Bild gesucht Die Wikipedia wünscht sich an dieser Stelle ein Bild vom hier behandelten Ort. Weitere Infos zum Motiv findest du vielleicht auf der Diskussionsseite . Falls du dabei helfen möchtest, erklärt die Anleitung , wie das geht. BW | Hier wohnte Paul Andriesse Jg. 1914 verhaftet Dachau ermordet 15.3.1945                                                                   | 29. Apr. 2009 |                           |
| Helene Andriesse       | Merschstraße 8 ·     | Bild gesucht Die Wikipedia wünscht sich an dieser Stelle ein Bild vom hier behandelten Ort. Weitere Infos zum Motiv findest du vielleicht auf der Diskussionsseite . Falls du dabei helfen möchtest, erklärt die Anleitung , wie das geht. BW | Hier wohnte Helene Andriesse geb. Rothschild Jg. 1878 deportiert Sobibor ermordet 26.3.1943                                               | 29. Apr. 2009 |                           |
| Markus Rothschild      | Merschstraße 8 ·     | Bild gesucht Die Wikipedia wünscht sich an dieser Stelle ein Bild vom hier behandelten Ort. Weitere Infos zum Motiv findest du vielleicht auf der Diskussionsseite . Falls du dabei helfen möchtest, erklärt die Anleitung , wie das geht. BW | Hier wohnte Markus Rothschild Jg. 1882 deportiert Sobibor ermordet 26.3.1943                                                              | 29. Apr. 2009 |                           |
| Laura Rothschild       | Merschstraße 8 ·     | Bild gesucht Die Wikipedia wünscht sich an dieser Stelle ein Bild vom hier behandelten Ort. Weitere Infos zum Motiv findest du vielleicht auf der Diskussionsseite . Falls du dabei helfen möchtest, erklärt die Anleitung , wie das geht. BW | Hier wohnte Laura Rothschild Jg. 1885 deportiert Sobibor ermordet 26.3.1943                                                               | 29. Apr. 2009 |                           |
| Hugo Lebenstein        | Merschstraße 14 ·    | Bild gesucht Der Benutzer GeorgDerReisende ( Diskussion ) wünscht sich an dieser Stelle ein Bild vom Ort mit diesen Koordinaten 52.178915 7.039786 . Motiv: Stolpersteine für Familie Lebenstein, die Lage und das Haus Falls du dabei helfen möchtest, erklärt die Anleitung , wie das geht. BW                                                                                  | Hier wohnte Hugo Lebenstein Jg. 1888 deportiert Riga ermordet 1941/42                                                                     | 29. Apr. 2009 |                           |
| Mally Lebenstein       | Merschstraße 14 ·    | Bild gesucht Die Wikipedia wünscht sich an dieser Stelle ein Bild vom hier behandelten Ort. Weitere Infos zum Motiv findest du vielleicht auf der Diskussionsseite . Falls du dabei helfen möchtest, erklärt die Anleitung , wie das geht. BW | Hier wohnte Mally Lebenstein Jg. 1920 deportiert Stutthof ermordet 1.10.1944                                                              | 29. Apr. 2009 |                           |
| Henriette Lebenstein   | Merschstraße 14 ·    | Bild gesucht Die Wikipedia wünscht sich an dieser Stelle ein Bild vom hier behandelten Ort. Weitere Infos zum Motiv findest du vielleicht auf der Diskussionsseite . Falls du dabei helfen möchtest, erklärt die Anleitung , wie das geht. BW | Hier wohnte Henriette Lebenstein Jg. 1922 deportiert ermordet in Riga                                                                     | 29. Apr. 2009 |                           |
| Edith Lebenstein       | Merschstraße 14 ·    | Bild gesucht Die Wikipedia wünscht sich an dieser Stelle ein Bild vom hier behandelten Ort. Weitere Infos zum Motiv findest du vielleicht auf der Diskussionsseite . Falls du dabei helfen möchtest, erklärt die Anleitung , wie das geht. BW | Hier wohnte Edith Lebenstein Jg. 1923 deportiert ermordet in Riga                                                                         | 29. Apr. 2009 |                           |
| Ernst Lebenstein       | Merschstraße 14 ·    | Bild gesucht Die Wikipedia wünscht sich an dieser Stelle ein Bild vom hier behandelten Ort. Weitere Infos zum Motiv findest du vielleicht auf der Diskussionsseite . Falls du dabei helfen möchtest, erklärt die Anleitung , wie das geht. BW | Hier wohnte Ernst Lebenstein Jg. 1928 deportiert ermordet in Riga                                                                         | 29. Apr. 2009 |                           |
| Bertha Lebenstein      | Merschstraße 14 ·    | Bild gesucht Die Wikipedia wünscht sich an dieser Stelle ein Bild vom hier behandelten Ort. Weitere Infos zum Motiv findest du vielleicht auf der Diskussionsseite . Falls du dabei helfen möchtest, erklärt die Anleitung , wie das geht. BW | Hier wohnte Bertha Lebenstein geb. Falkenstein Jg. 1888 deportiert Riga ermordet 1941/42                                                  | 29. Apr. 2009 |                           |
| Itzig Pagener          | Merschstraße 21 ·    | Bild gesucht Der Benutzer GeorgDerReisende ( Diskussion ) wünscht sich an dieser Stelle ein Bild vom Ort mit diesen Koordinaten 52.178782 7.039884 . Motiv: Stolpersteine für Familie Pagener, die Lage und das Haus Falls du dabei helfen möchtest, erklärt die Anleitung , wie das geht. BW                                                                                     | Hier wohnte Itzig Pagener Jg. 1858 deportiert Minsk ermordet 1942                                                                         | 29. Apr. 2009 |                           |
| Siegfried Pagener      | Merschstraße 21 ·    | Bild gesucht Die Wikipedia wünscht sich an dieser Stelle ein Bild vom hier behandelten Ort. Weitere Infos zum Motiv findest du vielleicht auf der Diskussionsseite . Falls du dabei helfen möchtest, erklärt die Anleitung , wie das geht. BW | Hier wohnte Siegfried Pagener … | 29. Apr. 2009 |                           |
| Bernhard Pagener       | Merschstraße 21 ·    | Bild gesucht Die Wikipedia wünscht sich an dieser Stelle ein Bild vom hier behandelten Ort. Weitere Infos zum Motiv findest du vielleicht auf der Diskussionsseite . Falls du dabei helfen möchtest, erklärt die Anleitung , wie das geht. BW | Hier wohnte Bernhard Pagener Jg. 1934 deportiert Auschwitz ermordet 6.10.1944                                                             | 29. Apr. 2009 |                           |
| Gretel Pagener         | Merschstraße 21 ·    | Bild gesucht Die Wikipedia wünscht sich an dieser Stelle ein Bild vom hier behandelten Ort. Weitere Infos zum Motiv findest du vielleicht auf der Diskussionsseite . Falls du dabei helfen möchtest, erklärt die Anleitung , wie das geht. BW | Hier wohnte Gretel Pagener Jg. 1938 deportiert Auschwitz ermordet 6.10.1944                                                               | 29. Apr. 2009 |                           |
| Hermine Pagener        | Merschstraße 21 ·    | Bild gesucht Die Wikipedia wünscht sich an dieser Stelle ein Bild vom hier behandelten Ort. Weitere Infos zum Motiv findest du vielleicht auf der Diskussionsseite . Falls du dabei helfen möchtest, erklärt die Anleitung , wie das geht. BW | Hier wohnte Hermine Pagener geb. Meyer Jg. 1906 deportiert Auschwitz ermordet 6.10.1944                                                   | 29. Apr. 2009 |                           |
| Isaak de Witte         | Merschstraße 30 ·    | Bild gesucht Der Benutzer GeorgDerReisende ( Diskussion ) wünscht sich an dieser Stelle ein Bild vom Ort mit diesen Koordinaten 52.17833 7.039352 . Motiv: Stolpersteine für Familie de Witte, die Lage und das Haus Falls du dabei helfen möchtest, erklärt die Anleitung , wie das geht. BW                                                                                     | Hier wohnte Isaak de Witte Jg. 1874 deportiert Theresienstadt ermordet 25.4.1944                                                          | 29. Apr. 2009 |                           |
| Julius de Witte        | Merschstraße 30 ·    | Bild gesucht Die Wikipedia wünscht sich an dieser Stelle ein Bild vom hier behandelten Ort. Weitere Infos zum Motiv findest du vielleicht auf der Diskussionsseite . Falls du dabei helfen möchtest, erklärt die Anleitung , wie das geht. BW | Hier wohnte Julius de Witte Jg. 1875 deportiert Auschwitz ermordet 18.2.1944                                                              | 29. Apr. 2009 |                           |
| Sophie de Witte        | Merschstraße 30 ·    | Bild gesucht Die Wikipedia wünscht sich an dieser Stelle ein Bild vom hier behandelten Ort. Weitere Infos zum Motiv findest du vielleicht auf der Diskussionsseite . Falls du dabei helfen möchtest, erklärt die Anleitung , wie das geht. BW | Hier wohnte Sophie de Witte geb. Dublon Jg. 1883 deportiert Auschwitz ermordet 19.2.1943                                                  | 29. Apr. 2009 |                           |
| Simon Pagener          | Oststraße 18 ·       | Bild gesucht Der Benutzer GeorgDerReisende ( Diskussion ) wünscht sich an dieser Stelle ein Bild vom Ort mit diesen Koordinaten 52.179623 7.041157 . Motiv: Stolpersteine für Familien Eichenwald und Pagener, die Lage und das Haus Falls du dabei helfen möchtest, erklärt die Anleitung , wie das geht. BW                                                                     | Hier wohnte Simon Pagener Jg. 1872 deportiert ermordet 1944                                                                               | 10. Dez. 2008 |                           |
| Bertha Pagener         | Oststraße 18 ·       | Bild gesucht Die Wikipedia wünscht sich an dieser Stelle ein Bild vom hier behandelten Ort. Weitere Infos zum Motiv findest du vielleicht auf der Diskussionsseite . Falls du dabei helfen möchtest, erklärt die Anleitung , wie das geht. BW | Hier wohnte Bertha Pagener geb. Meyer Jg. 1872 deportiert ermordet 1944                                                                   | 10. Dez. 2008 |                           |
| Käthe Pagener          | Oststraße 18 ·       | Bild gesucht Die Wikipedia wünscht sich an dieser Stelle ein Bild vom hier behandelten Ort. Weitere Infos zum Motiv findest du vielleicht auf der Diskussionsseite . Falls du dabei helfen möchtest, erklärt die Anleitung , wie das geht. BW | Hier wohnte Käthe Pagener Jg. 1909 deportiert Bergen-Belsen ermordet 31.3.1945                                                            | 10. Dez. 2008 |                           |
| Anna Eichenwald        | Oststraße 18 ·       | Bild gesucht Die Wikipedia wünscht sich an dieser Stelle ein Bild vom hier behandelten Ort. Weitere Infos zum Motiv findest du vielleicht auf der Diskussionsseite . Falls du dabei helfen möchtest, erklärt die Anleitung , wie das geht. BW | Hier wohnte Anna Eichenwald geb. Pagener Jg. 1904 deportiert KZ Flossenbürg ermordet 1945                                                 | 10. Dez. 2008 |                           |
| Max Eichenwald         | Oststraße 18 ·       | Bild gesucht Die Wikipedia wünscht sich an dieser Stelle ein Bild vom hier behandelten Ort. Weitere Infos zum Motiv findest du vielleicht auf der Diskussionsseite . Falls du dabei helfen möchtest, erklärt die Anleitung , wie das geht. BW | Hier wohnte Max Eichenwald Jg. 1898 deportiert ermordet 1945 in Auschwitz                                                                 | 10. Dez. 2008 |                           |
| Hannelore Eichenwald   | Oststraße 18 ·       | Bild gesucht Die Wikipedia wünscht sich an dieser Stelle ein Bild vom hier behandelten Ort. Weitere Infos zum Motiv findest du vielleicht auf der Diskussionsseite . Falls du dabei helfen möchtest, erklärt die Anleitung , wie das geht. BW | Hier wohnte Hannelore Eichenwald Jg. 1931 deportiert Auschwitz ermordet 21.10.1944                                                        | 10. Dez. 2008 |                           |
| Liesel Eichenwald      | Oststraße 18 ·       | Bild gesucht Die Wikipedia wünscht sich an dieser Stelle ein Bild vom hier behandelten Ort. Weitere Infos zum Motiv findest du vielleicht auf der Diskussionsseite . Falls du dabei helfen möchtest, erklärt die Anleitung , wie das geht. BW | Hier wohnte Liesel Eichenwald Jg. 1936 deportiert Auschwitz ermordet 21.10.1944                                                           | 10. Dez. 2008 |                           |